# Toni Rothmund
Toni Rothmund (2 de octubre de 1877, Borlt (Schleswig-Holstein)- 22 de agosto de 1956) escritor y periodista alemán. Escribía poemas, biografías y cuentos.

## Obra

### Biografías
- Mesmer - Genie oder Scharlatan?

### Cuentos
- Die Bernsteinperle
- Vom Allermärchenbaum

### Poesía
- Einsamkeiten
- Der Baum, der vor Winter noch einmal blühte

- Datos: Q272866